# Center of Automotive Research and Technology
Das Center of Automotive Research and Technology (CART) ist ein aus Forschungseinrichtungen verschiedener Fachrichtungen zusammengesetzter Forschungsverbund und Teil des Karlsruher Instituts für Technologie (KIT). Es umfasst ca. 30 Institute unterschiedlicher Fakultäten.

## Ziele
Ziel ist es, Fragestellungen für Fahrzeuge und Mobilität in ganzheitlicher Sichtweise zu untersuchen und umfassende Konzepte und Lösungen für zukünftige Automobile zu erstellen. Dabei sollen nicht nur einzelne Teilbereiche oder Komponenten eines Fahrzeugs untersucht werden, sondern vor allem die gegenseitigen Beeinflussungen der einzelnen Systeme im Fahrzeug, die Interaktion zwischen Fahrer und Fahrzeug sowie die Wechselwirkungen zwischen Fahrzeug, anderen Verkehrsteilnehmern und der Umwelt.